# Neoeryssamena mitonoana
Neoeryssamena mitonoana är en skalbaggsart som beskrevs av Hayashi 1974. Neoeryssamena mitonoana ingår i släktet Neoeryssamena och familjen långhorningar.
Artens utbredningsområde är Taiwan. Inga underarter finns listade i Catalogue of Life.